# Antonio Foler
Antonio Foler nato De Ferrari (Venezia?, 1536 ? – Venezia, 1616) è stato un pittore italiano tardomanierista.

## Biografia
Le notizie sono molto scarse così come le opere che sono giunte fino a noi. La data di nascita è desunta dal Ridolfi che afferma che era morto "l'anno 1616 e nell'ottantesimo del viver suo".  Risulta iscritto alla Fraglia dei Pittori dal 1590 al 1612. Lo stesso Ridolfi, anche come riportato dal Ticozzi lo ricorda come sfortunato e talmente povero da non potersi applicare nello studio del disegno e tuttavia come un buon colorista. Dopo un inizio tintorettesco si avvicina a Veronese mediandolo con la semplificazione di Palma il Giovane.
I cronisti riportano numerose opere ora scomparse o distrutte, anche recentemente come le due grandi tele della chiesa di Santa Caterina, perse nell'incendio del 1972. Oggi sicuramente rimangono la Nascita della Vergine per la chiesa di San Barnaba il Martirio di S. Stefano nell'omonima chiesa e un fregio al Palazzo Ducale. Oltre a questo sono note alcune collaborazioni nella decorazione di ville venete ma di cui è difficile discernere l'attribuzione dalle collaborazioni.